# Marinbrod
Marinbrod is een plaats in de gemeente Glina in de Kroatische provincie Sisak-Moslavina. De plaats telt 131 inwoners (2001).